# Terry Jones (Komiker)

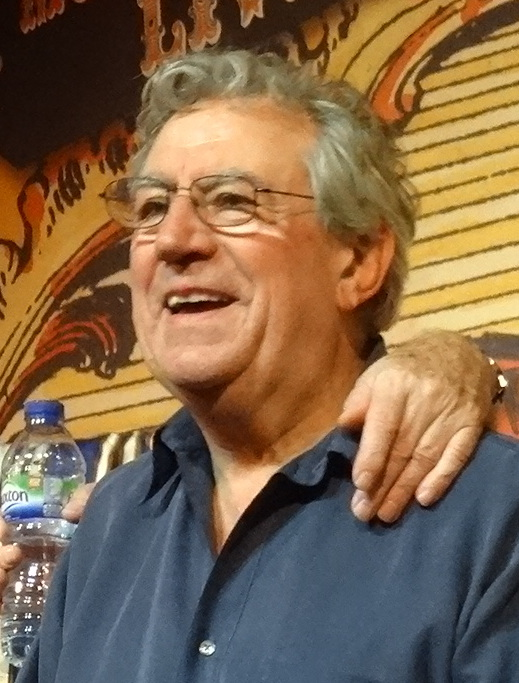
Terry Jones (2014)

Terence Graham Parry „Terry“ Jones (* 1. Februar 1942 in Colwyn Bay, Wales; † 21. Januar 2020 in London) war ein britischer Komiker, Filmregisseur, Historiker und Schriftsteller. Er wurde als Mitglied der Gruppe Monty Python bekannt.

## Leben
Jones studierte Englisch und Geschichte an der St Edmund Hall der Universität Oxford und besuchte dort den Experimental Theatre Club. Nach seinem Abschluss kam Jones Mitte der 1960er Jahre zum Fernsehen und zeichnete zusammen mit seinem Freund Michael Palin für Sendungen wie The Frost Report und Do not adjust your set verantwortlich. Jones schrieb außerdem die Drehbücher zu vielen weiteren Fernsehshows, u. a. für The Complete and Utter History of Britain.
Seinen Durchbruch erlebte er als Mitglied von Monty Python, bei denen er nicht nur als Autor und Darsteller in Erscheinung trat, sondern bei den Spielfilmen Die Ritter der Kokosnuß (zusammen mit Terry Gilliam), Das Leben des Brian und Der Sinn des Lebens auch Regie führte. Bereits ab den 1970er Jahren entwickelte er eigene Projekte wie die Fernsehserie The Ripping Yarns (mit Michael Palin) oder Filme wie Die Reise ins Labyrinth und Erik der Wikinger, bei letzterem war er auch Regisseur. Sein Theaterstück Consuming Passions adaptierte er 1988 für das Kino.
Privat engagierte sich Jones sehr für den Umweltschutz. Er schrieb mehrere Bücher, in denen er sich häufig sozialkritisch äußerte. So veröffentlichte er z. B. 1997 zusammen mit Douglas Adams den Science-Fiction-Roman Raumschiff Titanic.
Anfang 2003 erregte Jones mit einem im Observer veröffentlichten Brief Aufmerksamkeit, in dem er den Irak-Konflikt satirisch aufgriff und die Logik des US-Präsidenten George W. Bush ins Lächerliche zog.

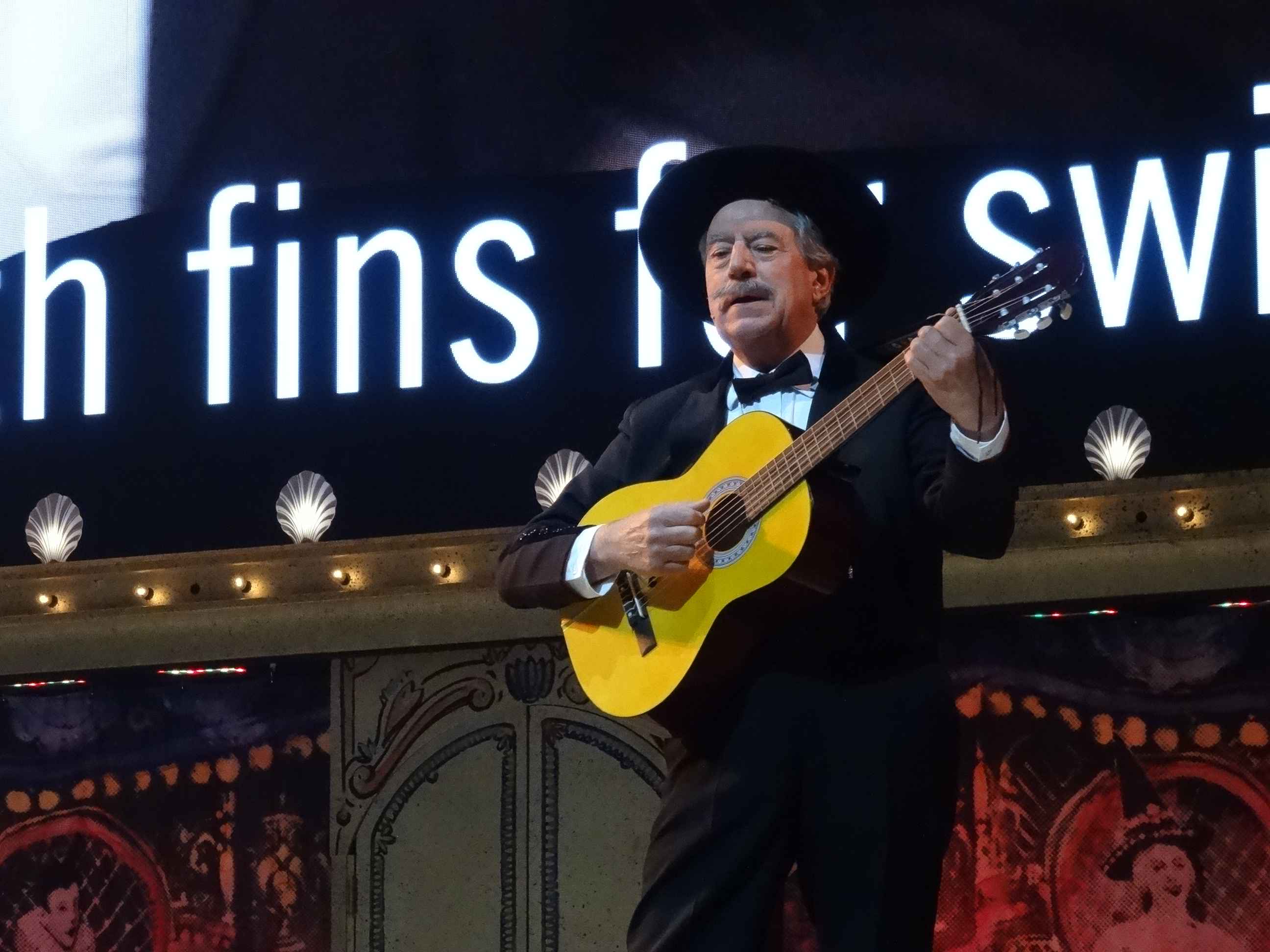
Terry Jones (2014)

Weniger bekannt ist seine Arbeit als Kinderbuchautor. Unter anderem schrieb er die Bücher Nicobobinus. Wie der tapfere Tom auszog, um Knappe zu werden und die Fortsetzung Wie der Knappe Tom einen Handstand machte, sein Herz verlor und beinahe die Wasserspülung erfand. Die beiden letzteren sind historische Romane mit viel Situationskomik und Verwegenheit. Seine Erzählung Nicobobinus hat die Autorin Katrin Lange für das Kindertheater bearbeitet. Das so entstandene Stück Nicobobinus oder die verwegene Reise ins ferne Land der Drachen wurde am 17. November 2018 in Leipzig uraufgeführt.
Außerdem war Jones Mitautor eines Sachbuches über die Geschichte der Kreuzzüge, sowie Präsentator und Autor der vierteiligen BBC-Dokumentationsreihe Kreuzzüge von 1995: Kreuzzüge – Pilger in Waffen (Crusades – Pilgrims in Arms), Kreuzzüge – Jerusalem (Crusades – Jerusalem), Heiliger Krieg und Zerstörung.
1970 heiratete er Alison Telfer. Mit ihr hatte er zwei Kinder; sein Sohn Bill (* 1976) aus dieser Ehe ist als Filmeditor und Dokumentarfilmregisseur tätig. Die Ehe zerbrach 2004, als sich Terry Jones in die junge Schwedin Anna Söderström verliebte, wurde aber nicht geschieden. Ende Oktober 2006 wurde bei Jones Darmkrebs diagnostiziert, der eine Operation erforderlich machte. Anfang September 2009 wurden Jones und Söderström Eltern einer Tochter.
Im September 2016 wurde bei Jones eine Demenzerkrankung diagnostiziert. Als Folge litt er an einer primär-progressiven Aphasie (PPA), die seine Kommunikationsfähigkeiten einschränkte. Daher konnte er keine Interviews mehr geben. Jones starb am 21. Januar 2020 in seinem Haus in London. Sein Leichnam wurde in Golders Green eingeäschert.
Der Asteroid (9622) Terryjones ist nach ihm benannt.

## Filmografie (Auswahl)
- 1971: Monty Pythons wunderbare Welt der Schwerkraft (And Now for Something Completely Different) – Drehbuch, Darsteller
- 1975: Die Ritter der Kokosnuß (Monty Python and the Holy Grail) – Ko-Regie, Drehbuch, Darsteller
- 1979: Das Leben des Brian (Monty Python's The Life of Brian) – Regie, Drehbuch, Darsteller
- 1983: Der Sinn des Lebens (The Meaning of Life) – Regie, Drehbuch, Darsteller
- 1986: Die Reise ins Labyrinth (Labyrinth) – Drehbuch
- 1987: Personal Service – Regie
- 1989: Erik der Wikinger (Erik the Viking) – Regie, Drehbuch, Darsteller
- 1995: Die Kreuzzüge: Pilger in Waffen, Jerusalem, Heiliger Krieg und Zerstörung (Crusades) – vierteilige Dokumentationsreihe der BBC – Drehbuch, Moderator
- 1996: Sturm in den Weiden (The Wind in the Willows) – Regie, Drehbuch
- 1997: Douglas Adams' Raumschiff Titanic – Computerspiel, Stimme
- 2004: Terry Jones im Mittelalter (Terry Jones' Medieval Lives) – achtteilige Dokumentationsreihe der BBC, als Moderator
- 2005: Die Geschichte der 1 (The Story of 1) – BBC-Dokumentation, als Moderator
- 2015: Zufällig allmächtig (Absolutely Anything) – Regie, Drehbuch, Darsteller

## Bibliografie (Auswahl)
- 1985: Nicobobinus (Kinderbuch)
- 1994: Lady Cottington. Mein geheimes Elfen-Album
- 1995: Von Hexen, Elfen und fliegenden Tigern (Erzählungen für Kinder)
- 1996: The Goblin Companion – Ein Verzeichnis verschiedener Trollarten gemeinsam entstanden mit Illustrationen von Brian Froud (Im Deutschen erschienen als Handbücher des Übersinnlichen. Band 1: Trolle.)
- 2000: Seltsame Flecken und befremdliche Düfte (Kinderbuch)
- 2000: Die Kreuzzüge (Sachbuch)
- 2002: Wie der tapfere Tom auszog, um Knappe zu werden. (Kinderbuch), ISBN 3-570-21207-6. Übersetzt von Manfred Miethe.
- 2003: Wie der Knappe Tom einen Handstand machte, sein Herz verlor und beinahe die Wasserspülung erfand. (Kinderbuch), ISBN 3-570-21609-8.

## Auszeichnungen
- 1976: British Fantasy Award für Die Ritter der Kokosnuß
- 1983: Grand Prize of the Jury (Cannes Film Festival) für Der Sinn des Lebens
- 1998: Best of the Fest (Chicago International Children’s Film Festival) für The Wind in the Willows
- 2000: WisKid Award (Wisconsin International Children’s Film Festival) für Full-Length Feature
- 2016: BAFTA Cymru Award for Outstanding Contribution to Film and Television